# Benedictus Johannis (1584-1652)
Benedictus Johannis (Saebyensis), född 1584 i Säby församling, Småland, död 15 januari 1652 i Skedevi församling, Östergötlands län, var en svensk präst.

## Biografi
Benedictus Johannis föddes 1584 i Säby församling. Han var son till kyrkoherden Johannes Andreæ Linderosensis och Margaretha Nilsdotter. Benedictus Johannis var hovmästare åt Carl IX:s pager och prästvigdes 5 maj 1609 i Vadstena till adjunkt i Skedevi församling. Han blev 1617 kyrkoherde i församlingen. Benedictus Johannis avled 1652 i Skedevi församling och begravdes 2 februari samma år.

### Familj
Benedictus Johannis gifte sig med Karin Jonsdotter (död 1672). Hon var dotter till kyrkoherden Jonas Svenonis i Skedevi församling. De fick tillsammans barnen Sara Pihl som var gift med kyrkoherden Johannes Haurelius i Gryts församling och kyrkoherden Elias Fornelius i Gryts församling, Johannes Pihl (1621–1621), Jonas Pihl (född 1624), Catharina Pihl (född 1627), Margareta Pihl som var gift med komministern P. Regnerus i Skedevi församling, komministern Petrus Pihl i Kuddby församling, studenten Samuel Pihl (född 1635) vid Kungliga Akademien i Åbo och studenten Israel Pihl vid Uppsala universitet. Barnen tog efternamnet Pihl. Efter Benedictus Johannis död gifte Karin Jonsdotter om sig med kyrkoherden Johannes Nicolai i Skedevi församling.